# Pfarrhaus (Arnbach)

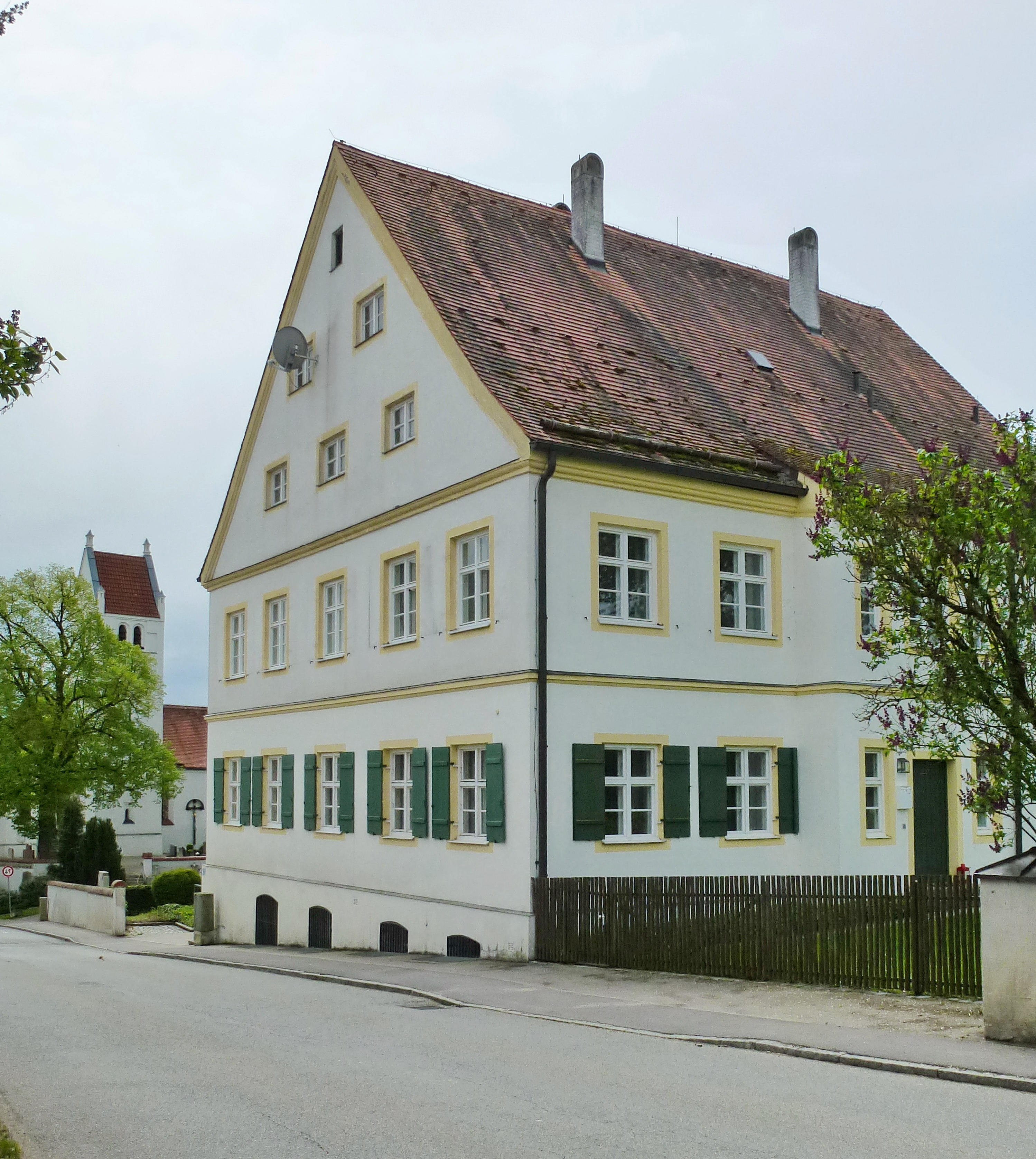
Ehemaliges Pfarrhaus in Arnbach

Das Pfarrhaus in Arnbach, einem Gemeindeteil von Schwabhausen im oberbayerischen Landkreis Dachau, wurde 1735 errichtet. Das ehemalige katholische Pfarrhaus an der Indersdorfer Straße 5, gegenüber der Pfarrkirche St. Nikolaus, ist ein geschütztes Baudenkmal.
Der zweigeschossige Bau mit Gesimsgliederung und Satteldach besitzt fünf zu vier Fensterachsen.